# Malaconothrus scutatus
Malaconothrus scutatus är en kvalsterart som beskrevs av Malcolm Luxton 1987. Malaconothrus scutatus ingår i släktet Malaconothrus och familjen Malaconothridae. Inga underarter finns listade i Catalogue of Life.